# Descabello
Dans le monde de la tauromachie, le descabello est la mise à mort du taureau par rupture du bulbe rachidien exécutée à l'aide d'une épée spéciale appelée  verdugo.

## Présentation
La mise à mort du taureau constitue la phase ultime du combat. Elle est exécutée par le matador à l'issue de la faena par un geste nommé l'estocade. Le matador peut être amené à répéter ce geste avant que l'hémorragie entraîne la mort du taureau. En cas de résistance du taureau malgré tout, le matador doit alors descabellar : il plante le verdugo entre la base du crâne et le début de la colonne vertébrale, au même endroit que celui où le puntillero plantera sa puntilla.

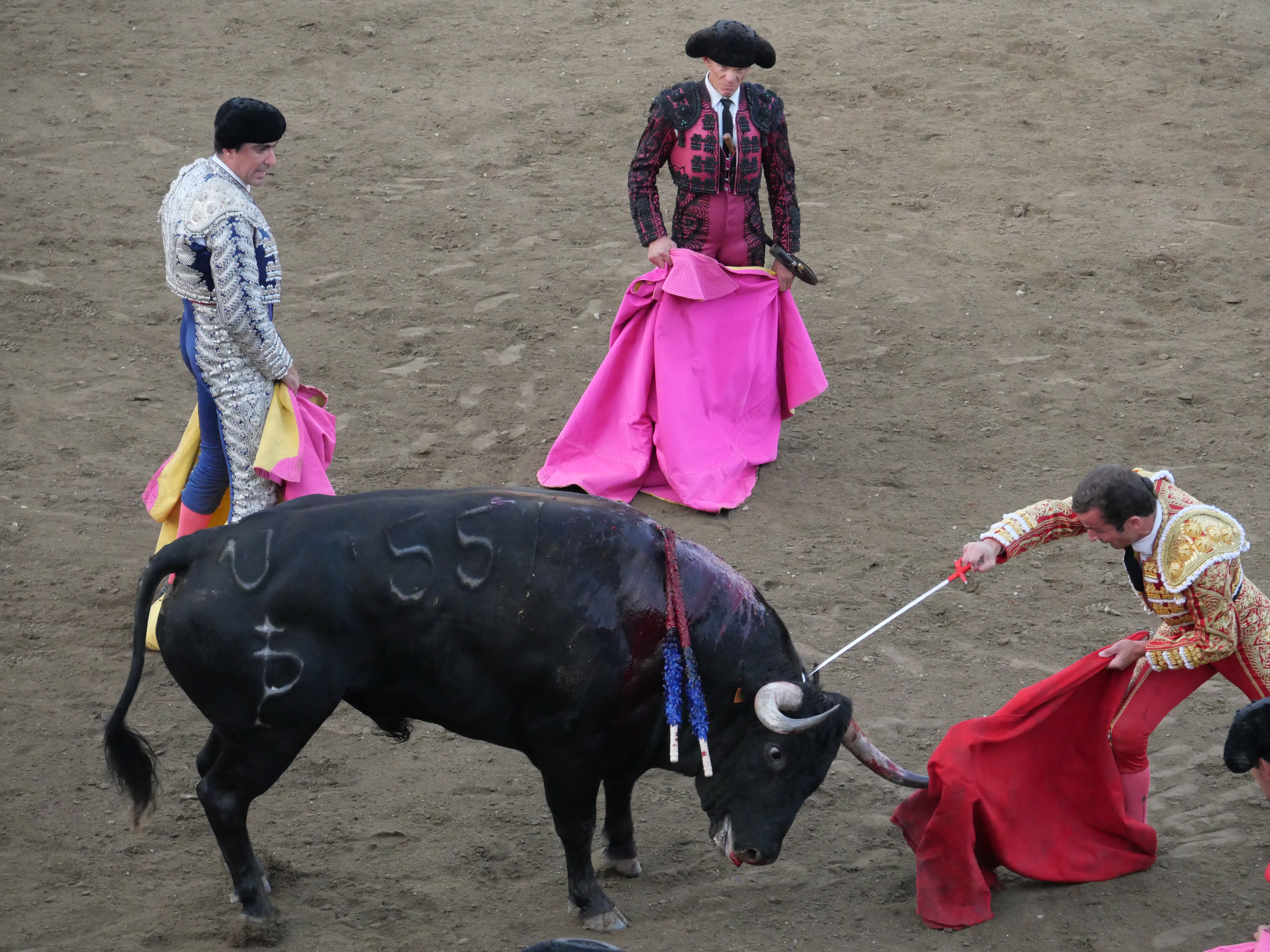
Descabello à Céret de toros en 2022.